# Дача Вылежинского
Дача Вылежинского — особняк в посёлке Семеиз в Крыму, расположенный по адресу ул. Советская, 68, постройки начала XX века, спроектированный и возведённый инженером-механиком Отто Артуровичем Чорн в 1907—1914 году для Вацлава Эдуардовича Вылежинского.

## Дача Вылежинского
Вацлав Эдуардович Вылежинский, оставивший службу железнодорожный машинист-наставник, 30 ноября 1905 года приобрёл у владельца Нового Симеиза И. С. Мальцова дачный участок № 36 площадью 403 квадратных сажени (примерно18,3 сотки), на котором, фактически, были построены два здания, известные, как дача Бруновой. Первой, на нижней части надела, была возведена в 1906—1907 году небольшая дача и флигель при ней. 
Заложив за 7900 рублей 10 июля 1910 года в Харьковском земельном банке участок с постройками, Вылежинский, начинает строительство на том же участке ещё одного здания. В 1914 году берёт для этого взаймы ещё 3600 рублей на 3 года. Проект дачи и руководство строительством осуществлял инженер-механик Отто Артурович Чорн (полное имя Отто Густав Артур Артурович Чорн), уже известный в Новом Симеизе возведением собственной дачи.  

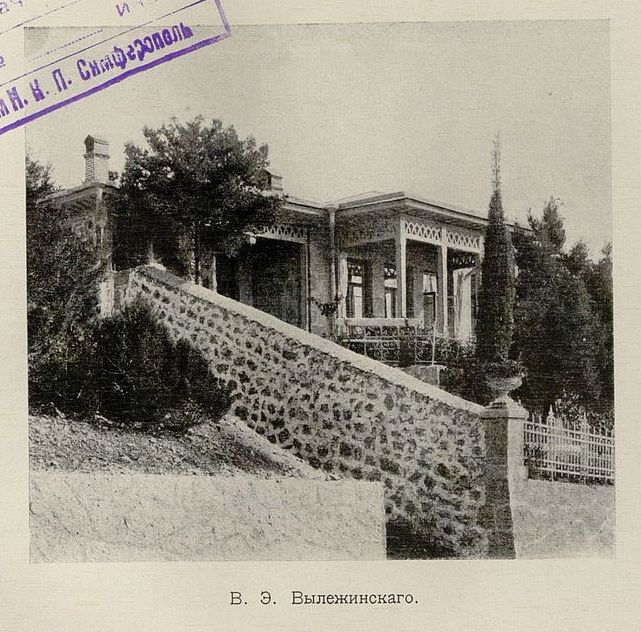
Первая дача Вылежинского.
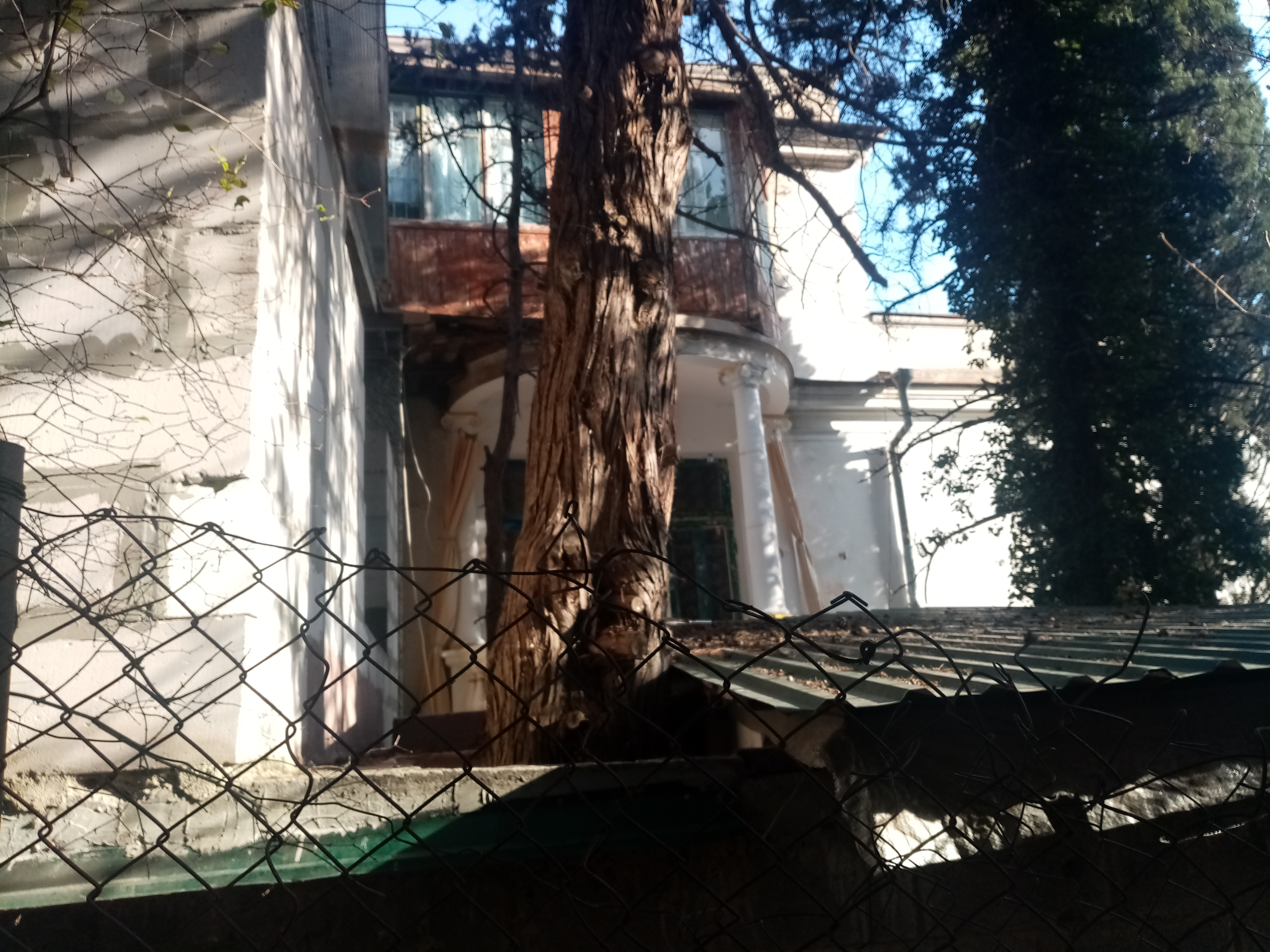
Дача Вылежинского - Бруновой, Симеиз. Боковой фасад, современный вид.
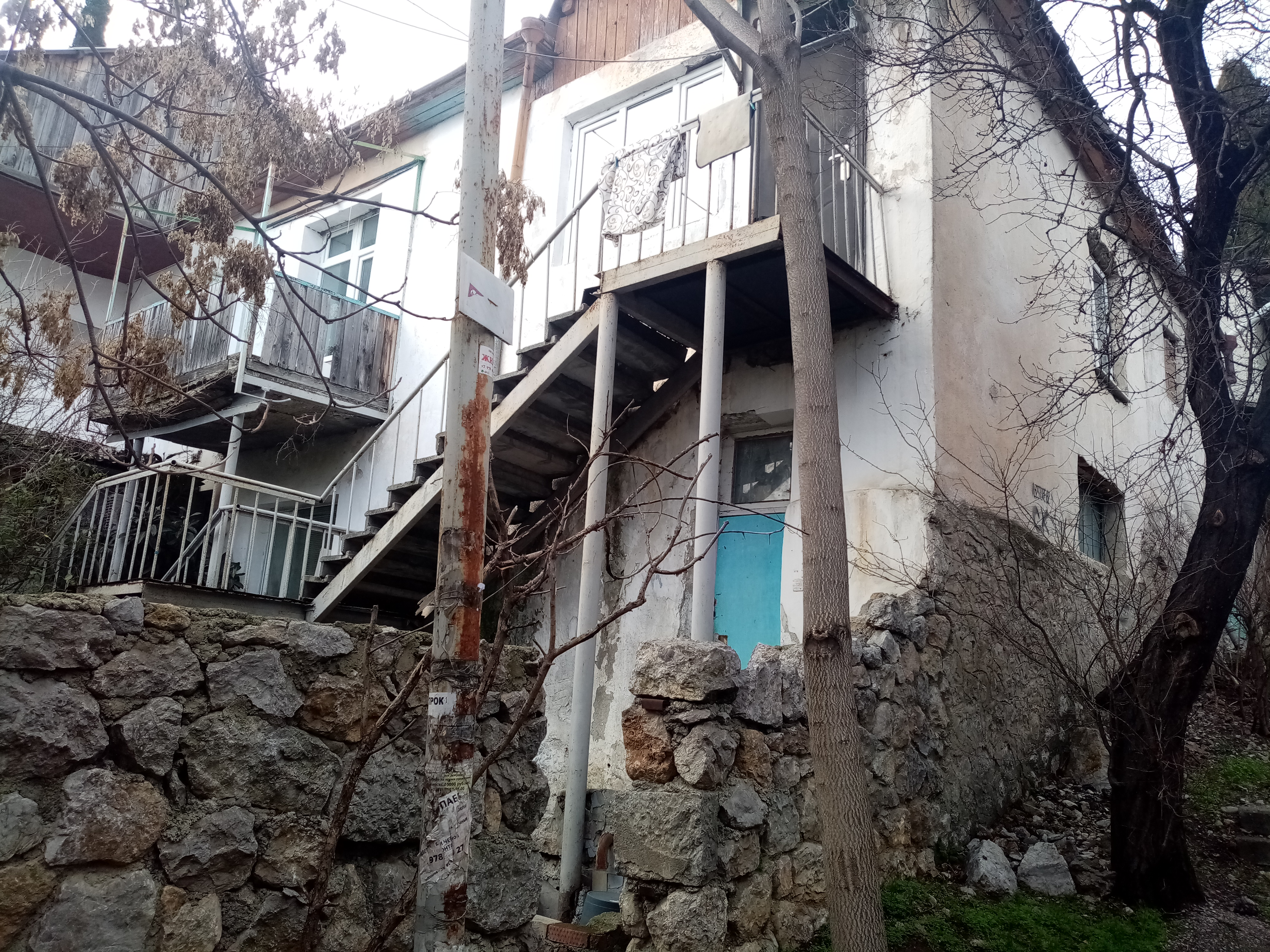
Последняя дача Вылежинского, современный вид.

Двухэтажное здание на 12 комнат на высоком цоколе (учитывая рельеф) сооружено с элементами неоклассицизма и предназначалось для сдачи внаём отдыхающим. Из-за начавшейся Первой мировой войны поток курортников иссяк и для отдачи долгов 12 мая 1917 года Вылежинский продаёт участок со всеми строениями Анне Михайловне Бруновой. На оставшеся деньги 29 июня 1917 года Вацлав Эдуардович покупает у Мальцова четыре расположенных рядом участка под номерами 75, 78, 87 и 88. На участке № 78 площадью 364 квадратных сажени в верхней части посёлка (сейчас ул. Максима Горького, 14), Вылежинский сам, по собственному проекту строит небольшой трёхкомнатный дом.

## После революции
16 декабря 1920 года приказом председателя Революционного комитета Крыма были изъяты «из частного владения как разных ведомств, так и частных лиц все имения Южного берега Крыма в районе от Судака до Севастополя включительно» и передавались в ведение специально созданного Управления Южсовхоза. Вылежинский, которому было уже за 70, с женой прожили в последней даче до 1929 года, когда, по решению бедняцко-батрацкого комитета, как у «эксплуататора и тунеядца» дом и всё имущество отобрали, лишили всех прав и на год посадили в Массандровский концлагерь, а бывшую дачу сделали многоквартирным жилым домом, в каковом качестве используется и поныне. После выхода на свободу Вылежинский поселился в татарском Симеизе в доме Мемета Ресуля, бывшего управляющего и повара ресторана на вилле Эльвира. Как сложилась его дальнейшая судьба неизвестно.